# Ликіна Ксенія Валентинівна
Ликіна Ксенія Валентинівна (нар. 19 червня 1990) — колишня російська тенісистка.
Найвищу одиночну позицію світового рейтингу — 171 місце досягла 19 квітня 2010, парну — 108 місце — 6 лютого 2017 року.
Здобула 6 одиночних та 15 парних титулів туру ITF.

## Фінали ITF

### Одиночний розряд: 13 (6–7)
| Легенда             |
| ------------------- |
| турніри $100,000    |
| турніри $75,000     |
| $50/турніри $60,000 |
| турніри $25,000     |
| турніри $10,000     |

| Фінали за покриттям |
| ------------------- |
| Тверде (2–4)        |
| Ґрунт (0–0)         |
| Трава (3–0)         |
| Килим (1–3)         |

| Результат | W–L | Дата     | Турнір                        | Рівень | Покриття   | Суперниця         | Рахунок          |
| --------- | --- | -------- | ----------------------------- | ------ | ---------- | ----------------- | ---------------- |
| Перемога  | 1–0 | Вер 2008 | ITF Клермон-Ферран, Франція   | 10,000 | Тверде (i) | Саманта Шеффель   | 6–4, 6–4         |
| Поразка   | 1–1 | Лис 2008 | ITF Toyota, Японія            | 75,000 | Килим (i)  | Моріта Аюмі       | 1–6, 3–6         |
| Перемога  | 2–1 | Тра 2009 | Kurume Cup, Японія            | 50,000 | Трава      | Олена Чалова      | 7–5, 6–3         |
| Поразка   | 2–2 | Гру 2009 | ITF Пршеров, Чехія            | 25,000 | Тверде (i) | Клер Феерстен     | 7–6(5), 3–6, 4–6 |
| Поразка   | 2–3 | Кві 2011 | ITF Анталія, Туреччина        | 10,000 | Тверде     | Дар'я Гаврилова   | 4–6, 6–4, 2–6    |
| Перемога  | 3–3 | Лют 2013 | ITF Мілдьюра, Австралія       | 25,000 | Трава      | Азра Хадзіч       | 7–6(3), 6–3      |
| Поразка   | 3–4 | Кві 2015 | ITF Карші, Узбекистан         | 25,000 | Тверде     | Сабіна Шаріпова   | 2–6, 3–6         |
| Перемога  | 4–4 | Тра 2016 | Fukuoka International, Японія | 50,000 | Трава      | Кьока Окамура     | 6–2, 6–7(2), 6–0 |
| Поразка   | 4–5 | Чер 2016 | ITF Наманган, Узбекистан      | 25,000 | Тверде     | Барбора Штефкова  | 5–7, 5–7         |
| Перемога  | 5–5 | Жов 2016 | ITF Макінохара, Японія        | 25,000 | Килим      | Ріко Саваянагі    | 6–3, 6–3         |
| Поразка   | 5–6 | Жов 2016 | ITF Хамамацу, Японія          | 25,000 | Килим      | Аояма Сюко        | 4–6, 4–6         |
| Перемога  | 6–6 | Чер 2017 | ITF Андижан, Узбекистан       | 25,000 | Тверде     | Анастасія Фролова | 6–4, 3–6, 6–4    |
| Поразка   | 6–7 | Тра 2018 | Fukuoka International, Японія | 60,000 | Килим      | Кейті Баултер     | 7–5, 4–6, 2–6    |

### Парний розряд: 39 (15–24)
| Легенда             |
| ------------------- |
| турніри $100,000    |
| турніри $80,000     |
| $50/турніри $60,000 |
| турніри $25,000     |
| турніри $15,000     |
| турніри $10,000     |

| Фінали за покриттям |
| ------------------- |
| Тверде (7–17)       |
| Ґрунт (3–5)         |
| Трава (2–0)         |
| Килим (3–2)         |

| Результат | Ранг | Дата     | Турнір                              | Рівень | Покриття   | Партнерка                       | Суперниці                                                     | Рахунок             |
| --------- | ---- | -------- | ----------------------------------- | ------ | ---------- | ------------------------------- | ------------------------------------------------------------- | ------------------- |
| Поразка   | 1.   | Тра 2006 | ITF Докси, Чехія                    | 10,000 | Ґрунт      | Гана Бірнерова                  | Івета Герлова Луціє Кріґсманнова                              | 7–6, 2–6, 2–6       |
| Поразка   | 2.   | Лют 2007 | ITF Тіптон, Велика Британія         | 25,000 | Тверде (i) | Уршуля Радванська               | Кім Кілсдонк Елісе Тамаела                                    | 3–6, 3–6            |
| Перемога  | 1.   | Вер 2008 | ITF Клермон-Ферран, Франція         | 10,000 | Тверде (i) | Вів'єнне В'єрін                 | Саманта Шеффель Бібіана Схофс                                 | 6–3, 6–2            |
| Поразка   | 3.   | Гру 2008 | ITF Пршеров, Чехія                  | 25,000 | Тверде (i) | Катержина Ванькова              | Тереза Гладікова Рената Ворачова                              | 0–6, 6–3, [3–10]    |
| Перемога  | 2.   | Чер 2009 | ITF Періге, Франція                 | 25,000 | Ґрунт      | Юлія Бейгельзимер               | Хорхеліна Краверо Марія Ірігоєн                               | 2–6, 6–2, [10–5]    |
| Перемога  | 3.   | Вер 2009 | ITF Денен, Франція                  | 50,000 | Ґрунт      | Олена Чалова                    | Магдалена Кіщиньська Теодора Мирчич                           | 6–4, 6–3            |
| Перемога  | 4.   | Бер 2010 | ITF Наманган, Узбекистан            | 25,000 | Тверде     | Христина Антонійчук             | Кароліна Косіньська Ленка Вєнерова                            | 6–3, 5–7, [10–8]    |
| Поразка   | 4.   | Тра 2010 | Kangaroo Cup, Японія                | 50,000 | Ґрунт      | Мелані Саут                     | Еріка Сема Томоко Йонемура                                    | 3–6, 6–2, 2–6       |
| Перемога  | 5.   | Тра 2010 | ITF Prague Open, Чехія              | 50,000 | Ґрунт      | Маша Зец-Пешкірич               | Петра Цетковська Ева Грдінова                                 | 6–3, 6–4            |
| Поразка   | 5.   | Вер 2010 | ITF Алфен-ан-ден-Рейн, Нідерланди   | 25,000 | Ґрунт      | Ірена Павлович                  | Даніелле Гармсен Бібіана Схофс                                | 3–6, 2–6            |
| Поразка   | 6.   | Вер 2010 | ITF Стокгольм, Швеція               | 25,000 | Тверде     | Клер Феерстен                   | Аранча Рус Анастасія Якімова                                  | 3–6, 6–2, 4–6       |
| Поразка   | 7.   | Чер 2011 | ITF Крістінегамн, Швеція            | 25,000 | Ґрунт      | Тімеа Бабош                     | Мервана Югич-Салкич Емма Лайне                                | 4–6, 4–6            |
| Поразка   | 8.   | Вер 2011 | ITF Клермон-Ферран, Франція         | 25,000 | Тверде     | Катерина Лопес                  | Мервана Югич-Салкич Енн Кеотавонг                             | 6–4, 3–6, 2–6       |
| Перемога  | 6.   | Січ 2012 | ITF Штутгарт, Німеччина             | 10,000 | Тверде     | Паула Каня                      | Людмила Кіченок Надія Кіченок                                 | 6–4, 6–3            |
| Перемога  | 7.   | Лют 2012 | ITF Мілдьюра, Австралія             | 25,000 | Трава      | Мервана Югич-Салкич             | Стефані Бенгсон Тайра Келдервуд                               | 5–7, 7–5, [10–7]    |
| Поразка   | 9.   | Тра 2012 | Kurume Cup, Японія                  | 50,000 | Килим      | Мелані Саут                     | Хань Сіньюнь Сунь Шеннань                                     | 1–6, 0–6            |
| Поразка   | 10.  | Чер 2012 | ITF Ленцергайде, Швейцарія          | 25,000 | Ґрунт      | Ізабелла Шинікова               | Александра Крунич Ана Врлич                                   | 2–6, 4–6            |
| Перемога  | 8.   | Лют 2013 | Launceston International, Австралія | 25,000 | Тверде     | Емілі Веблі-Сміт                | Аллі Кік Ерін Рутліфф                                         | 7–5, 6–3            |
| Перемога  | 9.   | Лют 2013 | ITF Мілдьюра, Австралія             | 25,000 | Трава      | Сема Юріка                      | Бояна Бобушич Емілі Веблі-Сміт                                | 6–4, 6–2            |
| Перемога  | 10.  | Лют 2015 | ITF Порт-ель-Кантауї, Туніс         | 10,000 | Тверде     | Франсеска Стівенсон             | Вів'єн Югашова Тереза Малікова                                | 6–2, 6–2            |
| Поразка   | 11.  | Кві 2015 | ITF Карші, Узбекистан               | 25,000 | Тверде     | Каміла Керімбаєва               | Валентина Івахненко Поліна Монова                             | 1–6, 3–6            |
| Поразка   | 12.  | Чер 2015 | ITF Андижан, Узбекистан             | 25,000 | Тверде     | Вероніка Кудерметова            | Нігіна Абдураїмова Хірото Кувата                              | 6–4, 6–7(5), [9–11] |
| Поразка   | 13.  | Чер 2015 | ITF Наманган, Узбекистан            | 25,000 | Тверде     | Кудерметова Вероніка Едуардівна | Анастасія Комардіна Джулія Терзійська                         | 6–7(2), 5–7         |
| Поразка   | 14.  | Бер 2016 | ITF Пуебла, Мексика                 | 25,000 | Тверде     | Ірина Хромачова                 | Омае Акіко Прартхана Томбаре                                  | 4–6, 6–2, [8–10]    |
| Поразка   | 15.  | Кві 2016 | ITF Карші, Узбекистан               | 25,000 | Тверде     | Монова Поліна Іванівна          | Натела Дзаламідзе Кудерметова Вероніка Едуардівна             | 6–4, 4–6, [7–10]    |
| Поразка   | 16.  | Кві 2016 | ITF Наньнін, КНР                    | 25,000 | Тверде     | Емілі Веблі-Сміт                | Лю Чан Варатчая Вонгтінчай                                    | 1–6, 4–6            |
| Поразка   | 17.  | Тра 2016 | Fukuoka International, Японія       | 50,000 | Килим      | Абдураїмова Нігіна Джасурівна   | Александрина Найденова Інді де Вроме                          | 4–6, 1–6            |
| Перемога  | 11.  | Тра 2016 | Kurume Cup, Японія                  | 50,000 | Килим      | Сюй Цзинвень                    | Дальма Гальфі Сюй Шилінь                                      | 7–6(5), 6–2         |
| Перемога  | 12.  | Чер 2016 | ITF Наманган, Узбекистан            | 25,000 | Тверде     | Монова Поліна Іванівна          | Кудерметова Вероніка Едуардівна Тереза Михалкова              | 3–6, 6–3, [10–5]    |
| Перемога  | 13.  | Жов 2016 | ITF Макінохара, Японія              | 25,000 | Килим      | Ріко Саваянагі                  | Фудзівара Ріка Еріка Сема                                     | 6–4, 6–1            |
| Перемога  | 14.  | Лис 2016 | ITF Toyota, Японія                  | 50,000 | Килим (i)  | Омае Акіко                      | Фудзівара Ріка Аяка Окуно                                     | 6–7(4), 6–2, [10–5] |
| Поразка   | 18.  | Січ 2017 | ITF Гонконг                         | 25,000 | Тверде     | Саваянагі Ріко                  | Кувата Хірото Омае Акіко                                      | 1–6, 0–6            |
| Поразка   | 19.  | Кві 2017 | ITF Стамбул, Туреччина              | 60,000 | Тверде     | Монова Поліна Іванівна          | Кудерметова Вероніка Едуардівна Іпек Сойлу                    | 6–4, 5–7, [9–11]    |
| Поразка   | 20.  | Чер 2017 | ITF Наманган, Узбекистан            | 25,000 | Тверде     | Абдураїмова Нігіна Джасурівна   | Ольга Дорошина Монова Поліна Іванівна                         | 2–6, 6–7(8)         |
| Поразка   | 21.  | Чер 2017 | Fergana Challenger, Узбекистан      | 25,000 | Тверде     | Сабіна Шаріпова                 | Абдураїмова Нігіна Джасурівна Фролова Анастасія Олександрівна | 6–7(7), 5–7         |
| Поразка   | 22.  | Сер 2017 | ITF Лендісвілл, США                 | 25,000 | Тверде     | Емілі Веблі-Сміт                | Софі Чанг Александра Мюллер                                   | 6–4, 3–6 [5–10]     |
| Перемога  | 15.  | Лис 2017 | ITF Toyota, Японія                  | 60,000 | Килим (i)  | Намігата Дзюнрі                 | Ніча Летпітаксінчай Пеангтарн Пліпич                          | 3–6, 6–3, [10–4]    |
| Поразка   | 23.  | Бер 2018 | ITF Казань, Росія                   | 15,000 | Тверде (i) | Фролова Анастасія Олександрівна | Альона Фоміна Олена Рибакіна                                  | 4–6, 6–1, [6–10]    |
| Поразка   | 24.  | Тра 2018 | Kangaroo Cup, Японія                | 80,000 | Тверде     | Емілі Веблі-Сміт                | Фудзівара Ріка Найто Юкі                                      | 5–7, 4–6            |